# Dysphania graveolens
Dysphania graveolens är en amarantväxtart som först beskrevs av Carl Ludwig von Willdenow och som fick sitt nu gällande namn av Sergej Mosyakin och Steven Earl Clemants. 
Dysphania graveolens ingår i släktet doftmållor och familjen amarantväxter. Inga underarter finns listade i Catalogue of Life.